# Condalia montana
Condalia montana là một loài thực vật có hoa trong họ Táo. Loài này được A.Cast. mô tả khoa học đầu tiên năm 1939.